# Liste der denkmalgeschützten Objekte in St. Thomas am Blasenstein
Die Liste der denkmalgeschützten Objekte in St. Thomas am Blasenstein enthält die 6 denkmalgeschützten, unbeweglichen Objekte in St. Thomas am Blasenstein.
Bei der Verfassung der Beschreibungen der einzelnen Objekte wurden im Wesentlichen die Informationen der Homepage von St. Thomas am Blasenstein verwendet.

## Denkmäler
| Foto |                 | Denkmal | Standort                                                        | Beschreibung | Metadaten |
| ---- | --------------- | --- | --------------------------------------------------------------- | --- | --- |
| ja   | Datei hochladen | Kath. Pfarrkirche Hl. Apostel Thomas HERIS-ID: 25090 Objekt-ID: 21506                                         | Markt Standort KG: St. Thomas am Blasenstein                    | Die erste urkundliche Erwähnung in einer Waldhausner Urkunde erfolgte 1331 oder 1335, wobei in dieser Zeit die bestehende Kapelle durch eine Kirche ersetzt und Pfarrrechte verliehen wurden. Mit der Errichtung einer großen Kirche um 1400 soll auch der alte Pfarrhof entstanden sein. Die Kirche wurde 1977 bis 1985 innen und außen gründlich renoviert. | BDA-Hist.: Q37890096 Status: § 2a Stand der BDA-Liste: 2025-06-30 Name: Kath. Pfarrkirche Hl. Apostel Thomas GstNr.: .2 Parish Church in Sankt Thomas am Blasenstein                                               |
| ja   | Datei hochladen | Aufbahrungshalle, ehem. hl. Kreuz- oder Jakobs-Kapelle HERIS-ID: 65523 Objekt-ID: 78367                       | bei Markt 14 Standort KG: St. Thomas am Blasenstein             | 1340 urkundlich erwähnt und 1786 bis auf die Grundmauern geschleift. 1909 als Aufbahrungshalle über dem Fundament erbaut. | BDA-Hist.: Q38110654 Status: § 2a Stand der BDA-Liste: 2025-06-30 Name: Aufbahrungshalle, ehem. hl. Kreuz- oder Jakobs-Kapelle GstNr.: 13                                                                          |
| ja   | Datei hochladen | Forst-/Jagdhaus/Forstamtsgebäude, Meierhof der Ruine Klingenberg HERIS-ID: 25092 Objekt-ID: 21508             | Untermaseldorf 7 Standort KG: St. Thomas am Blasenstein         | Das Forsthaus befindet sich etwa 15 Gehminuten westlich der Burgruine Klingenberg. Das Gebäude trägt die Jahreszahlen 1655 und 1956, ist bewohnt und saniert. | BDA-Hist.: Q37890114 Status: § 2a Stand der BDA-Liste: 2025-06-30 Name: Forst-/Jagdhaus/Forstamtsgebäude, Meierhof der Ruine Klingenberg GstNr.: .200 Burgruine Klingenberg                                        |
| ja   | Datei hochladen | Anlage Riglmühle (Wohnhaus mit Mühle, Säge, Wirtschaftsgebäude und Backhaus) HERIS-ID: 65543 Objekt-ID: 78388 | Untermaseldorf 13 Standort KG: St. Thomas am Blasenstein        | Mehrteilige Gebäudegruppe aus dem 18. und 19. Jahrhundert bestehend aus einem Wohnhaus, einer Mühle, einer Säge, einem Wirtschaftsgebäude und einem Backhaus. Das Wohnhaus ist barockisiert und enthält Riemlingdecken. | BDA-Hist.: Q38110714 Status: Bescheid Stand der BDA-Liste: 2025-06-30 Name: Anlage Riglmühle (Wohnhaus mit Mühle, Säge, Wirtschaftsgebäude und Backhaus) GstNr.: .212, .213, 5228, 5231 Rieglmühle in Sankt Thomas |
| ja   | Datei hochladen | Ruine Klingenberg HERIS-ID: 25093 Objekt-ID: 21509                                                            | St. Thomas Standort KG: St. Thomas am Blasenstein               | Die ehemalige Höhenburg wurde im 11. Jahrhundert von den Herren von Perg erbaut und bewohnt. Seit 1782 gehört die Burg dem Domkapitel Linz. 1855 stürzte ein Teil des Bergfrieds ein. | BDA-Hist.: Q1015371 Status: § 2a Stand der BDA-Liste: 2025-06-30 Name: Ruine Klingenberg GstNr.: 5140 Burgruine Klingenberg                                                                                        |
| ja   | Datei hochladen | Burgruine Saxenegg HERIS-ID: 25088 Objekt-ID: 21504                                                           | Saxenegg 22, in der Nähe Standort KG: St. Thomas am Blasenstein | Die ehemalige Höhenburg wurde 1297 erstmals urkundlich erwähnt. Von der heute im Wald liegenden Anlage sind nur mehr Mauerreste erhalten, insbesondere die hoch aufragende Nordmauer des Bergfrieds. | BDA-Hist.: Q1015497 Status: § 2a Stand der BDA-Liste: 2025-06-30 Name: Burgruine Saxenegg GstNr.: 1584 Burgruine Saxenegg                                                                                          |